# Lionel Pissarro
 Lionel Franck Bruno Pissarro (* Juli 1961 in Paris, Frankreich) ist ein französischer Kunsthändler. Er entstammt der Künstlerfamilie Pissarro.

## Familie
Lionel ist ein Urenkel des impressionistischen Malers Camille Pissarro. Sein Großvater war der Maler Paul Émile Pissarro. Er ist der Sohn des Malers Hugues Claude Pissarro und dessen Ehefrau, der Galeristin Katia, geborene Marrek. Seine Geschwister sind der Kunsthistoriker Joachim Pissarro und die Malerin und Galeristin Lélia Pissarro. Er ist verheiratet mit Sandrine, geborene Moos (* 19. April 1966), die ebenfalls Kunsthändlerin ist. Die Kinder des Ehepaares heißen Julia und Dina.

## Leben und Werk
Lionel Pissarro wuchs in Paris auf und besuchte das dortige Lycée Condorcet.
Von 2001 bis 2011 war Pissarro zusammen mit Philippe Ségalot und Frank Giraud Partner in der Kunsthandlung Giraud, Pissarro, Ségalot (G.P.S.), die sich auf Kunst des 19. und 20. Jahrhunderts spezialisiert hatte und Büros in New York und Paris unterhielt. G.P.S. beriet unter anderem den französischen Milliardär François Pinault und die königliche Familie des Emirats Katar bei ihren Kunstkäufen.
Berichten zufolge kauften die Partner 2008 im Auftrag von Privatkunden Gemälde und Statuen (vorwiegend aus den 1960er Jahren) aus dem Nachlass der US-amerikanischen Galeristin Ileana Sonnabend im Wert von 400 Millionen US-Dollar. 2011 war das Emirat Katar beim Kauf des Gemäldes The Card Players von Paul Cézanne durch G.P.S. vertreten. Katar zahlte für dieses Werk über 250 Millionen US-Dollar, was zu diesem Zeitpunkt den höchsten jemals erzielten Verkaufspreis für ein Kunstwerk darstellte. Aus dem Nachlass des Schweizer Kunsthändlers Ernst Beyeler erstand Pissarro 2011 Paul Gauguins Gemälde Le Vallon von 1892 für 6,4 Millionen Pfund Sterling.
Frank Giraud beendete 2011 die Kooperation und schied aus dem Unternehmen aus. Lionel Pissarro und Philippe Ségalot führten ihre Zusammenarbeit noch bis 2012 weiter fort, trennten sich aber dann auch.
Im September 2012 gründete Pissarro zusammen mit seiner Ehefrau Sandrine, Stephane Cosman Connery (zuvor Direktor für Privatverkäufe beim Auktionshaus Sotheby’s) und Thomas Seydoux (vorher im Auktionshaus Christie’s zuständig für Impressionistische und Moderne Kunst) die Kunsthandlung Connery, Pissarro, Seydoux. Nach eigenen Angaben hat die Partnerschaft seither „erfolgreich einige der hochpreisigsten privaten Transaktionen auf dem internationalen Markt abgeschlossen“. 2016 gründete er mit seiner Ehefrau Sandrine in London Pissarro & Associates Fine Art.
Lionel Pissarro wurde 2012 zum Vorsitzenden des Chagall Windows Sponsorship Committee der zionistischen Frauenorganisation Hadassah berufen.